# حرج بيروت
حرج بيروت وهو أكبر مساحة خضراء متوفرة للعامة في بيروت عاصمة لبنان. ويقع بين منطقتي الطيونة و قصقص

## مساحته
الظاهر أن مساحة الحرج في تناقص مستمر، ففي أواخر القرن الثامن الميلادي كانت الغابة تمتد من شواطئ لبنان حتى حدود جبل لبنان. 
 وفي القرن الثاني عشر ميلادي قدّر الإدريسي في كتابه (نزهة المشتاق في اختراق الآفاق) مساحة الحرج بحوالي 12 ميلا مربعا. 
 أما اليوم ووفق المساحات الحديثة فتقدّر مساحته بحوالي (330,000 متر مربع= 0.12 ميل مربع).

## تاريخ إنشائه
تُرجع بعض الأساطير (حرج بيروت) إلى أيام الفينيقيين، ويُروى انه كان وقفا على الإلهة عشتاروت. 
 فيما يرى البعض الآخر أن الحرج كان موجودا قبل الدخول الصليبي إلى بيروت، لأن الجنود الصليبيين اتّخذوا من أخشاب الأشجار مراكب لهم، وكذلك فعل المماليك بعد دخولهم بيروت.
 إلّا أن هناك من يُرجعه إلى أواسط القرن السابع عشر ميلادي، ويُنسب غرس أشجار الصنوبر فيه للأمير فخر الدين المعني الثاني الكبير. فيما البعض الآخر يعود بتاريخ هذا الحرج إلى عصور قديمة جدا.